# Marcus O’Sullivan
Marcus Christopher O’Sullivan (ur. 22 grudnia 1961 w Corku) – irlandzki lekkoatleta specjalizujący się w biegach średniodystansowych, czterokrotny uczestnik letnich igrzysk olimpijskich (Los Angeles 1984, Seul 1988, Barcelona 1992, Atlanta 1996).

## Sukcesy sportowe
- czterokrotny mistrz Irlandii w biegu na 800 metrów – 1985, 1986, 1989, 1992[1]
- mistrz Irlandii w biegu na 1500 metrów – 1984
- mistrz Anglii w biegu na 1500 metrów – 1985[2]

| Rok  | Miasto       | Zawody                    | Konkurencja    | Wynik         |
| ---- | ------------ | ------------------------- | -------------- | ------------- |
| 1985 | Pireus       | Halowe mistrzostwa Europy | bieg na 1500 m | srebrny medal |
| 1986 | Stuttgart    | Mistrzostwa Europy        | bieg na 1500 m | 6. miejsce    |
| 1987 | Indianapolis | Halowe mistrzostwa świata | bieg na 1500 m | złoty medal   |
| 1988 | Seul         | Igrzyska olimpijskie      | bieg na 1500 m | 8. miejsce    |
| 1989 | Budapeszt    | Halowe mistrzostwa świata | bieg na 1500 m | złoty medal   |
| 1990 | Seattle      | Igrzyska Dobrej Woli      | bieg na 1500 m | brązowy medal |
| 1991 | Sewilla      | Halowe mistrzostwa świata | bieg na 1500 m | 4. miejsce    |
| 1993 | Toronto      | Halowe mistrzostwa świata | bieg na 1500 m | złoty medal   |

## Rekordy życiowe
- bieg na 800 metrów – 1:45,87 – Berlin 23/08/1985
- bieg na 800 metrów (hala) – 1:49,1 – Haverford 01/03/1987
- bieg na 1000 metrów – 2:19,15 – Londyn 22/08/1987
- bieg na 1000 metrów (hala) – 2:20,2 – Nowy Jork 25/01/1985 (rekord Irlandii)
- bieg na 1500 metrów – 3:33,61 – Monako 10/08/1996
- bieg na 1500 metrów (hala) – 3:35,6 – East Rutherford 13/02/1988 (rekord Irlandii, rekord świata do 27/02/1990)
- bieg na milę – 3:51,64 – Oslo 01/07/1989
- bieg na milę (hala) – 3:50,94 – East Rutherford 13/02/1988
- bieg na 2000 metrów – 4:55,06 – Nicea 10/07/1996 (rekord Irlandii)
- bieg na 3000 metrów – 7:42,53 – Londyn 14/07/1989
- bieg na 3000 metrów (hala) – 7:50,48 – Birmingham 23/02/1997
- bieg na 5000 metrów – 13:27,32 – Berlin 04/07/1990